# Örjan Englund
Alf Örjan Englund, född 29 oktober 1949 i Enköping, är en svensk musiker. 1966 bildade han popgruppen Maniacs. Englund har genom åren gjort tre egna soloalbum samt tre album med gruppen Zandra där även Liza Öhman ingick. Han spelade även på ett album med gruppen Moonlighters samt med Humlor & Bin under tidigt 1970-tal.
Bland de låtar Englund skrivit och som spelats in av andra artister återfinns bland annat Mister, Don't talk bad about my music som spelades in av David Allan Coe och Innerst i Sjelen som spelades in av Sissel Kyrkjebø. 